# NGC 6920
NGC 6920 је лентикуларна галаксија у сазвежђу Октант која се налази на NGC листи објеката дубоког неба.
Деклинација објекта је - 80° 0' 1" а ректасцензија 20h 43m 57,1s. Привидна величина (магнитуда) објекта NGC 6920 износи 11,5 а фотографска магнитуда 12,5. NGC 6920 је још познат и под ознакама ESO 26-4, AM 2036-801, PGC 65273.